# قائمة البعثات الدبلوماسية في زامبيا

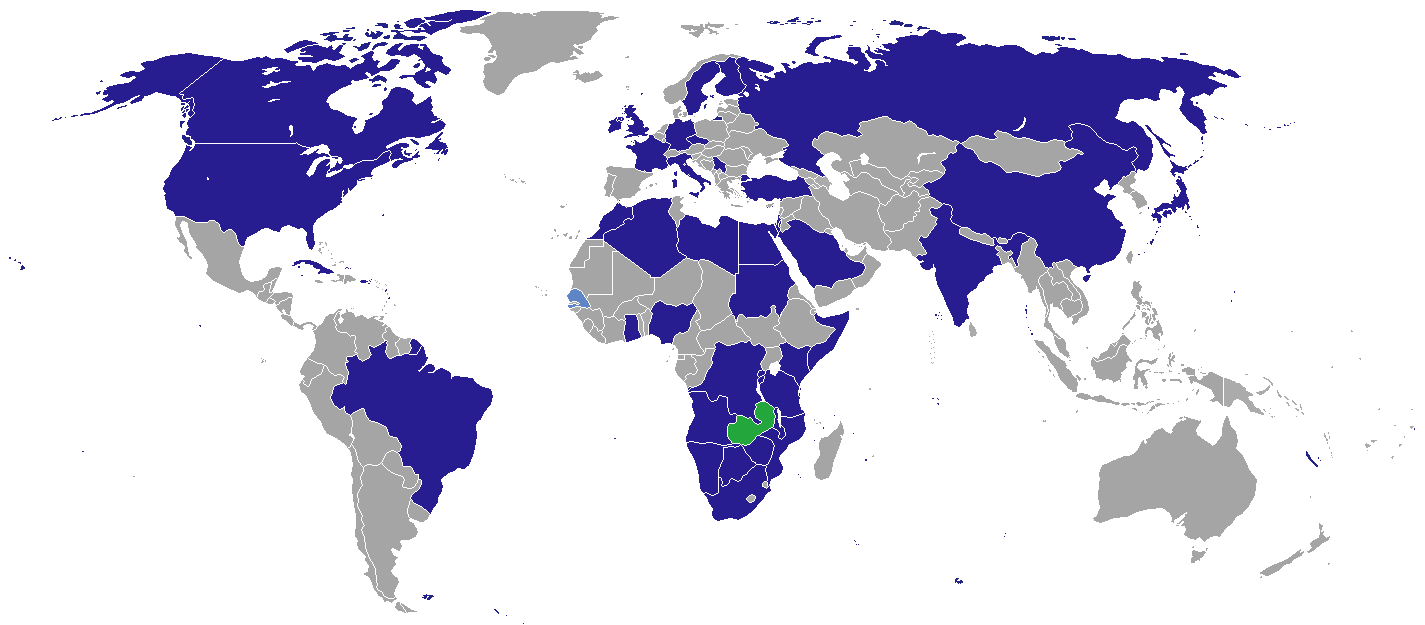
خريطة البعثات الدبلوماسية في زامبيا

هذه قائمة بالبعثات الدبلوماسية في زامبيا. تستضيف العاصمة لوساكا حالياً 36 سفارة/مفوضية عليا.

## سفارات/مفوضيات عليا فيلوساكا

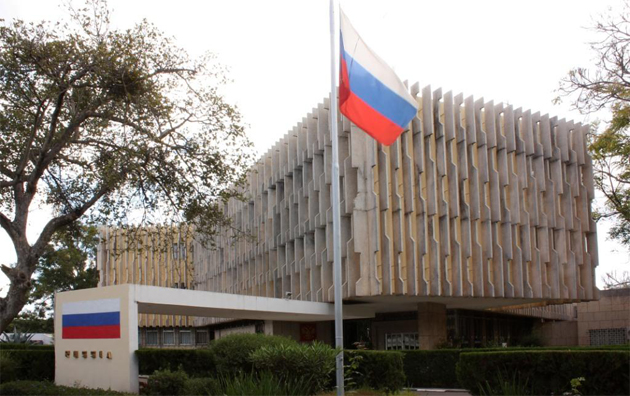
السفارة الروسية في لوساكا

| - أنغولا - البرازيل - بوتسوانا - كندا - الصين - كوبا - جمهورية الكونغو الديمقراطية - مصر - فنلندا - فرنسا - ألمانيا - غانا - الكرسي الرسولي - الهند - أيرلندا - إيطاليا - اليابان - كينيا | - ليبيا - مالاوي - موزمبيق - ناميبيا - نيجيريا - النرويج - روسيا - رواندا - السعودية - صربيا - جنوب أفريقيا - السودان - السويد - تنزانيا - تركيا - المملكة المتحدة - الولايات المتحدة - زيمبابوي |

## قنصليات عامة في لوساكا
- السنغال

## وظائف أخرى في لوساكا
- الاتحاد الأوروبي (وفد)

## سفارات ومفوضيات عليا غير مقيمة
| - الأرجنتين (بريتوريا) - أستراليا (هراري) - النمسا (هراري) - بلجيكا (دار السلام) - الكاميرون (أديس أبابا) - كرواتيا (بريتوريا) - قبرص (نيروبي) - جمهورية التشيك (هراري) - الدنمارك (دار السلام) - اليونان (هراري) - إسرائيل (نيروبي) - إندونيسيا (هراري) - ليسوتو (بريتوريا) - مالي (لواندا) | - مالطا (فاليتا) - المكسيك (بريتوريا) - هولندا (هراري) - بولندا (بريتوريا) - البرتغال (هراري) - رومانيا (بريتوريا) - سلوفاكيا (بريتوريا) - إسبانيا (هراري) - سوازيلاند (بريتوريا) - سويسرا (هراري) - ترينيداد وتوباغو (بريتوريا) - أوكرانيا (بريتوريا) |

## روابط خارجية
- Embassies/Consulates in Zambia (بالإنجليزية)